# Antonio da Noli
Antonio da Noli (Noli, 1415 — Santiago, 1497), também conhecido na historiografia portuguesa pelos nomes de António de Noli ou António de Nole, foi um navegador de origem genovesa que ao serviço do Infante D. Henrique participou nos Descobrimentos, explorando a costa ocidental da África. São-lhe atribuídos o descobrimento de algumas ilhas de Cabo Verde e o reconhecimento da costa de África na região da foz do rio Gâmbia.
Antonio da Noli nasceu em 1415 (outras fontes apontam como datas de nascimento e morte 1419 e 1491, respectivamente) no seio de uma família patrícia da cidade de Noli (daí o apelido que adoptou), tendo sido forçado ao exílio por razões hoje desconhecida. Certamente treinado em náutica, possivelmente ao serviço da marinha da República de Génova, foi contratado como capitão pelo Infante D. Henrique para os trabalhos de exploração da costa de África.
Numa das viagens de exploração em que participou descobriu algumas das ilhas do arquipélago de Cabo Verde, as quais são depois mencionadas em cartas de doação datadas de 3 de Dezembro de 1460 e de 19 de Setembro de 1462. Na sequência dessas cartas foi capitão do donatário entre 1462 e 1496 na vila da Ribeira Grande (hoje a Cidade Velha) na costa sul da ilha de Santiago.
Aparentemente Noli terá descoberto o primeiro conjunto de ilhas do arquipélago, enquanto o segundo grupo de ilhas terá sido descoberto por Diogo Gomes. Contudo, não existem registos conclusivos da viagens de exploração realizadas, existindo fontes que atribuem a exploração das ilhas a diversos outros navegadores, entre os quais Diogo Dias, Diogo Afonso e Alvise Cadamosto.
Em 1929 o governo italiano atribuiu o nome Antonio da Noli a uma fragata da classe Navigatori, que depois de ter lutado na Segunda Guerra Mundial se afundou ao colidir com uma mina naval ao largo da Córsega, a 9 de Setembro de 1943, um dia após a capitulação da Itália.